# (852) Wladilena
(852) Wladilena – planetoida z grupy pasa głównego asteroid okrążająca Słońce w ciągu 3 lat i 231 dni w średniej odległości 2,36 au. Została odkryta 2 kwietnia 1916 roku w Obserwatorium Simejiz na górze Koszka na Półwyspie Krymskim przez Siergieja Bielawskiego. Nazwa została nadana na cześć Włodzimierza Lenina, rosyjskiego rewolucjonisty i pochodzi od połączenia sylab imienia i nazwiska (ros. Wladimir Lenin). Przed nadaniem nazwy planetoida nosiła oznaczenie tymczasowe (852) 1916 S27.